# بی‌بی‌سی ایرلند شمالی
بی‌بی‌سی ایرلند شمالی (ایرلندی: BBC Thuaisceart Éireann) یکی از شعبه‌های بی‌بی‌سی و اصلی‌ترین رسانه عمومی در ایرلند شمالی است.
بی‌بی‌سی ایرلند شمالی ۲ کانال تلویزیونی (کانال ۱ و کانال ۲) و دو ایستگاه رادیویی (رادیو بی‌بی‌سی اولستر و رادیو بی‌بی‌سی فویل) دارد.